# Lac Tasirjuarusiq
Der Lac Tasirjuarusiq ist ein See in der Verwaltungsregion Nord-du-Québec der kanadischen Provinz Québec.

## Lage
Der Lac Tasirjuarusiq liegt im Westen der Ungava-Halbinsel, etwa 45 km von der Hudson Bay entfernt. Der See liegt im Bereich des Kanadischen Schildes auf 83 m Höhe. Er befindet sich 65 km nordnordöstlich der Siedlung Puvirnituq. 
Der Lac Tasirjuarusiq besitzt eine Wasserfläche von etwa 55 km². Die maximale Längsausdehnung in Nord-Süd-Richtung beträgt 19 km, die maximale Breite in Ost-West-Richtung liegt bei etwa 5 km. Der See ist in vier größere Becken gegliedert. Der Lac Tasirjuarusiq wird am südlichen Seeende vom Rivière Sorehead zur Hudson Bay entwässert. Der Hauptquellfluss des Rivière Sorehead mündet in das nördliche Seeende. Die kleineren weiter nördlich gelegenen Seen Lac Koenig, Lac Ikkatujaaq und Lac Ipiutalik liegen in dessen Einzugsgebiet.

## Namensgebung
Der Seename kommt aus der Inuit-Sprache und bedeutet „der andere große See“. Der Name könnte auf den 55 km südöstlich gelegenen See Lac Tasirruarusiq Bezug nehmen.